# Feidhlimidh Geangcach mac Toirdhealbhaigh Óig
Feidhlimidh Geangcach mac Toirdhealbhaigh Óig  est un  Co-roi de Connacht et le 4e chef de la lignée des Ua Conchobhair Donn de 1461 à 1474.

## Origine
Feidhlimidh Geangcach mac Toirdhealbhaigh Óig  est le 2e fils de Toirdhealbhach Óg Donn mac Aodha meic Toirdhealbhaigh Ua Conchobhair Donn

## Règne
Feidhlimidh Geangcach  succède à son frère ainé Aodh mac Toirdhealbhaigh Óig à la mort de ce dernier le 14 mai 1461. Il doit non seulement partager le titre royal avec Tadhg mac Toirdhealbhaigh Ua Conchobhair Ruadh jusqu'à sa mort le 18 août 1464 mais aussi face aux  revendications des Ua Conchobhair Ruadh représentés par: Brian mac Briain Bhallaigh qui est déposé en 1462 puis de Cathal Ruadh mac Taidhg de 1464 à sa   mort le 30 mai 1465 et enfin de Feidhlimidh Fionn mac Taidhg de 1465 à sa déposition en 1466.
En 1474 Une rencontre est organisée entre Feidhlimidh Geangcach et Ua Cellaig. La réunion dégénère et les deux parties en viennent à se combattre. Feidhlimidh Ua Conchobair est vaincu et blessé et son fils Eóghan Caoch  est fait prisonnier; mac Suibne est tué; Toirrdelbach Caech mac Suibne fait prisonnier et Eóghan mac Suibne également tué; le fils de Dubgall Gruamda mac Suibne,  connétable de Mac Donnchada est capturé et leur Gallowglass annihilés; soient tués ou fait prisonniers. Feidhlimidh Geangcach meurt de se blessures. Deux seigneurs sont alors institués: Donnchad Dubhsúileach Ua Conchobhair Ruadh (1474-1488) et Tadgh mac Eóghain Ua Conchobhair Donn (1474-1476), le petit-fils de Ruaidhrí mac Toirdhealbhaigh. Feidhlimidh Geangcach demeure finalement le dernier roi incontesté du Connacht de 1466 à 1474.

## Postérité
Feidhlimidh  laisse deux fils
- Eóghan Caoch mac Feidhlimidh 6e chef des Ua Conchobair Donn de 1476 à 1485
- Ruaidri mort en 1488

## Sources
- (en) T.W Moody, F.X. Martin, F.J. Byrne A New History of Ireland IX Maps, Genealogies, Lists. A companion to Irish History part II . Oxford University Press réédition 2011  (ISBN 9780199593064). « O'Connors Ó Conchobhair Kings of Connacht 1183-1474  » p. 223-225 et généalogie n°28 et 29 (a)  p. 158-159.
- (en) Art Cosgrove, A New History of Irland, Volume II  Medieval Ireland 1169-1534, Oxford, Oxford University Press, 2008, 1066 p. (ISBN 978-0-19-953970-3, lire en ligne), p. 576-579 chapitre XX Ireland beyond Pale 1399-1460 :   Connacht: O’ Conchobhair Donn versus O’ Conchobhair Ruadh